# Letrouitiaceae
Letrouitiaceae es una familia de hongos muchos de ellos liquenizados en la clase Lecanoromycetes en la división  Ascomycota.